# 斑豆齒鰻
斑豆齒鰻，為輻鰭魚綱鰻鱺目糯鰻亞目蛇鰻科的其中一種，分布於東太平洋區，從哥斯大黎加及厄瓜多海域，體長可達68公分，棲息在沙泥底質海域，為底棲性魚類，屬肉食性，生活習性不明。

## 擴展閱讀
維基物種上的相關：斑豆齒鰻